# Alexandra Botez
Alexandra Botez (Dallas, 24 de setembro de 1995) é uma enxadrista, streamer na Twitch e YouTuber estadunidense-canadiana. Como enxadrista, detém os títulos de Candidata a Mestre Feminina (2008) e Mestre FIDE Feminina (2013). Botez e sua irmã mais nova, Andrea Botez, hospedam os canais BotezLive na Twitch e no YouTube desde 2016, onde se especializam em conteúdo de xadrez.
Botez passou a utilizar a expressão zombeteira "Gambito Botez" para quando ela acidentalmente perde a dama. Em 1 de fevereiro de 2021, tinha uma pontuação FIDE de 2020 no xadrez padrão e 2059 no xadrez blitz. Sua maior pontuação foi de 2092 no xadrez padrão, atingida em setembro de 2016. É a enxadrista feminina do Canadá com a oitava maior pontuação.